# Леснинский монастырь (Лесьна-Подляска)
Ле́снинский монасты́рь (пол. Monastyr leśniański также Богородице-Рожественский монастырь в Лесне, пол. Monaster Narodzenia Matki Bożej w Leśnej) — исторический женский монастырь в Холмской епархии Русской православной церкви, существовавший с 1885 по 1915 годы в местечке Лесна Константиновского уезда Седлецкой губернии Российской империи (в настоящее время село Лесьна-Подляска Бяльского повята Люблинского воеводства Польши).
Основан 1885 году графиней Евгенией Борисовной Ефимовской (позднее — игуменьей Екатериной) как женская монашеская община. В 1889 году община была преобразована в монастырь I класса. Базовой идеей общины стала концепция «деятельного монастыря», который, не ограничиваясь молитвой и богослужением, занимался бы активным служением бедным слоям населения, образовательной и воспитательной деятельностью. При монастыре была открыта школа-приют с 4-годичным курсом, небольшая богадельня для престарелых женщин, приёмный покой с амбулаторией для приходящих больных, лазарет на 25 кроватей, аптека, несколько мастерских. На всё это удалось привлечь значительные средства. В монастыре было возведено шесть храмов. В соборном храме в честь Воздвижения Креста Господня находилась чтимая Леснинская икона Божией Матери, обретённая 14 сентября 1683 года.
Община Леснинского монастыря не была замкнутой. Ещё до начала Первой мировой войны насельницами монастыря было основано ещё 4 женский монастыря в Польше с подобным устройством. В 1915 году, в связи с начавшейся Первой мировой войной, монахини, послушницы и воспитанницы монастыря были эвакуированы в глубь Российской империи, и более на прежнее место монастырь не возвращался. Его бывшие насельницы продолжили своё служение как в России, так и в русском зарубежье, в частности, способствовав возрождению женского монашества в Сербской православной церкви.

## История

### Основание
Монастырь в Лесне обязан своим появлением игуменье Екатерине (в миру Евгении Ефимовской), которая происходила из дворянского рода, путешествовала по Западной Европе, преподавала, и, по воспоминаниям митрополита Евлогия (Георгиевского), «увлекалась народническими и либеральными течениями, вращаясь в передовых интеллигентских кругах, переписывалась и спорила с В. Соловьёвым, с философски образованным иеромонахом Михаилом Грибановским, инспектором Петербургской Академии <…>; была хорошо осведомлена в вопросах философии, богословия — вообще была очень образованная женщина». Проблема воспитания детей в православной вере была предметом её раздумий и интересов, поэтому поступила работать учительницей в церковно-приходской школе, основанной Сергеем Рачинским в его имении Татево Смоленской губернии. По замыслу педагога и общественного деятеля Рачинского, для правильного формирования молодого поколения должна быть создана образцовая сельская школа в православном духе. Работая в школе, Евгения Ефимовская решила принять монашество и основать женский монастырь, устроенный иначе, чем уже существующие православные обители в России. Монашеская община, по мысли Евгении Ефимовской, сохраняя строгую подвижническую жизнь, должна была одновременно вести масштабную общественную работу, содержа больницу, школу и приют.
Идеей Евгении Ефимовской заинтересовался архиепископ Холмско-Варшавский Леонтий (Лебединский), который пригласил её для создания женского монастыря в Лесне, которая тогда располагалась на границе Российской империи и Австро-Венгрии, в зданиях закрытого после польского восстания монастыря, принадлежавшего ордену паулинов. По замыслу архиепископа Леонтия женский монастырь, ведущий общественную деятельность, должен был убедить в православии местное население, католиков или бывших униатов, недовольных навязанной им в 1875 году изменением вероисповедания.
Перед выездом в Лесну она встретилась с иеромонахом Амвросием (Гренковым) из Оптиной пустыни, который благословил её начинание и составил для леснинских сестёр келейное правило, которые каждая монахиня вновь создаваемого монастыря должна каждый день читать в келии.
Евгения Ефимовская прибыла в Лесну 19 октября 1885 года вместе с пятью сёстрами-послушницами и двумя девочками-сиротами, первыми жительницами монастырского приюта. Днём позже торжественным богослужением началась деятельность женской общины, которая изначально не имела статуса монастыря. Такой статус присваивался Святейшим синодом уже de facto существующим общинам, что и произошло 26 августа 1889 года, причём монастырю стразу был присвоен первый класс. В том же году Евгения был пострижена в монашество с именем Екатерина, а затем была возведена в достоинство игуменьи. В момент предоставления общине статуса монастыря пребывало в ней 37 насельниц. В 1892 году игуменья Екатерина была награждена наперсным крестом.
При монастыре открыли школу на 300 девочек, где изучалось рукоделие и православный катехизис, мужскую сельскохозяйственную школу и женскую учительскую семинарию, основной задачей которой было обучение будущих преподавательниц для преподавания в сельских приходских двухклассных школах. В 1904 году игуменья Екатерина открыла также сельскохозяйственную школу для девочек. В общей сложности в монастырских школах в начале XX века учились до тысячи человек, причём приоритет при приёме в школы отдавался детям из крестьянских или мещанских семей. От поступавших не требовали перехода в православие. В школах учились много католиков. Вместе с тем, каждый переход в православие получал отражение в отчётах о деятельности монастыря.
По инициативе игуменьи в Лесне был открыт госпиталь и лазарет с возможностью бесплатного получения лекарств, а также ботанический сад для выращивания трав с полезными свойствами. Затем игуменья Екатерина организовала при монастыре мельницу, завод, выпускавший церковные свечи, и добилась открытия железнодорожной станции, благодаря которой в монастырь стало легче приезжать паломникам.

### Расцвет
Монастырь не только численно возрастал, но и открыл подворья в Санкт-Петербурге с храмом Троицы Живоначальной, у монастыря были подворья в Холме, Варшаве и Ялте.
Духовный авторитет игуменьи Екатерины и её аристократическое происхождение сделали её влиятельным человеком при дворе последнего русского царя. Игумения Екатерина неоднократно путешествовала в Петербург, чтобы просить о дополнительных финансовых средствах для монастыря, и, как правило, получала поддержку государства или частных жертвователей. Благодаря покровительству императрицы Александры Фёдоровны монахини из Лесны, Афанасия (Громеко), Анна (Потто) и Елена (Коновалова) основали монашеские общины с подобном устройством: монастырь Христа Спасителя в Вирове, монастырь святого Антония в Радечнице, монастырь Рождества Божией Матери в Краснымстоке и монастырь Преображения Господня в Теолине. Царская чета дважды приезжала в Лесну; в честь их второго приезда в 1900 году игуменья Екатерина распорядилась построить часовню в Бяла-Подляске. Игумения Екатерина оставалась настоятельницей до 1908 года, затем по состоянию здоровья официально передала управление монашеской общиной монахине Нине (Косаковской), но фактически управляла монашеской общиной совместно с ней до конца жизни.
Монастырь в Лесне стал одним из самых важных в России центров женского монашества Российской империи. В 1907 году в обители насчитывалось 18 монахинь и 100 послушниц. На 1909 год в нём пребывало более 700 монахинь, послушниц и учеников, а на самые важные монастырские праздники приезжали до 25 тысяч паломников. В монастыре регулярно совершали богослужения епископы. В 1914 году в монастыре жило 20 монахинь и 300 рясофорных послушниц (тех, кому благословили носить монашеские одежды, но ещё не постригли). Игумения Екатерина устанавливала высокие требования к кандидатам на постриг, так что во многих случаях, период между поступлением в обитель и постригом растягивался на несколько лет.

### Закрытие и попытки восстановления
В связи с началом Первой мировой войны, в 1915 году большая часть сестёр и дети приюта были эвакуированы в Серафимо-Понетаевский монастырь в Нижегородской губернии, а после Октябрьской революции продолжили свою жизнь в эмиграции, обосновавшись во Франции и Сербии.